# The Old Maid's Valentine
The Old Maid's Valentine er en britisk stumfilm fra 1900 af George Albert Smith.